# Измученные походом
«Измученные походом» (англ. Bushwhacked) — комедийный кинофильм режиссёра Грега Бимана.

## Сюжет
Макс Грабэльский (Дэниел Стерн) работает почтальоном в компании срочной доставки «Фридом Экспресс». Он доставляет посылки миллионеру по имени Рейнхардт Брегден (Энтони Хилд), получая по 50 долларов за каждую доставленную посылку. Однажды ночью, доставив очередную посылку, Грабэльский пытается найти Брегдена в его особняке и обнаруживает, что одна из комнат охвачена огнём. Неожиданно появляется агент ФБР Палмер (Джон Полито) и пытается арестовать Грабэльского по обвинению в убийстве Брегдена. Однако Грабэльский хватает пистолет Палмера и убегает, обнаружив, что в посылке оказалась огромная сумма денег. Выступая по телевизору в новостях, Палмер говорит, что Грабэльский подозревается в убийстве и ограблении.
Грабэльский звонит своему шефу и узнаёт, что ещё одна посылка на имя Брегдена должна быть доставлена в место под названием Пик Дьявола. В это же время двенадцатая группа скаутов собирается отправиться в горы около Пика Дьявола. Грабэльский крадёт машину, едет на заправочную станцию и сталкивается с Эриксоном — лидером скаутов, который должен повести двенадцатую группу в горы. Угрожая оружием, Грабэльский приказывает Эриксону сесть в украденную им машину, которую уже объявили в розыск, и ехать на юг. Сам Грабэльский уезжает на машине Эриксона.
По дороге Грабэльский сталкивается с полицейской машиной. Офицер, приняв Грабэльского за лидера скаутов, говорит, что наконец-то нашёл его. Грабэльский сначала решает, что его поймали, но офицер везёт его к месту, где его уже ждёт двенадцатая группа. Грабэльский ведёт скаутов в поход. По их следу идут агент Палмер и Эриксон. Грабэльский обнаруживает их и пытается уйти от них, а дети поначалу ни о чём не догадываются. Однако вскоре по радио скауты узнают, что преступник-убийца взял их в заложники, и что он на самом деле — «Сумасшедший Макс Грабэльский». Они посылают дымовые сигналы о помощи, которые видят Эриксон и Палмер.
Дети добавляют в сироп снотворное и просят Грабэльского выпить. Ничего не подозревающий Макс выпивает снотворное и теряет сознание. Появляется Палмер (Эриксон неожиданно пропадает) и говорит детям, что он сам разберётся с Грабэльским. На вертолёте прилетает живой Брегден. Он рассказывает Грабэльскому, как всё произошло на самом деле. Оказывается, Брегден и Палмер хотели сбежать со всеми деньгами, которые доставлял Грабэльский. А его они решили подставить, потому что «никому нет до него дела». После этого Брегден собирается убить Грабэльского. Дети видят всё это и понимают, что Грабэльский не виноват. Они решают помочь ему, однако из-за их действий Грабэльский падает в реку. Дети прыгают за ним. Брегден и Палмер преследуют их на вертолёте. Грабэльский и скауты выбираются из реки, сбросив рюкзаки со снаряжением в водопад. Брегден и Палмер видят это и улетают, решив, что дети погибли.
Двенадцатая группа во главе с Грабэльским продолжает путь к Пику Дьявола. Они преодолевают опасный путь по горам и добираются до Пика Дьявола, где обнаруживают дом Брегдена. Они пытаются пробраться туда незаметно, но Палмер обнаруживает их. Неожиданно появляется Эриксон и привязывает Палмера к дереву. Грабэльский в одиночку отправляется в дом. В доме он обнаруживает связанной мать одного из скаутов. Он пытается спасти её, но появляется Брегден с пистолетом в руках. Один из скаутов пытается спасти свою мать, но срывается в пропасть. Грабэльский, рискуя жизнью, спасает его.
За проявленную отвагу Грабэльский награждается значком лидера скаутов.

## В ролях
- Дэниэл Стерн — Макс Грабэльский
- Кори Кэрриер — Ральф
- Джон Полито — агент Палмер
- Энн Дауд —  миссис Паттерсон
- Энтони Хилд — Рейнхардт Брегден
- Блейк Башофф — Горди Паттерсон
- Майкл О’Нил — Джон Джордан

## Критика и отзывы
На Rotten Tomatoes фильм имеет рейтинг 11 % на основе 18 отзывов респондентов. Он собрал $7,9 млн в прокате США.